# Kamil Król
Kamil Król (Janów Lubelski, 20 giugno 1987) è un calciatore polacco, attaccante dello Stal Kraśnik.
Vanta 26 presenze nella prima divisione polacca e 3 in Serie B.

## Carriera
Cresce nelle giovanili del Górnik Zabrze esordendo nella prima divisione polacca nella stagione 2004-2005.
Passa al Brescia nel 2006-2007 e viene inserito nella formazione Primavera, riuscendo a ottenere 3 presenze nella squadra maggiore. Non viene riconfermato e a gennaio 2008 torna in Polonia, nella seconda serie, accasandosi al Motor Lublin.